# دو مرتفع صغير

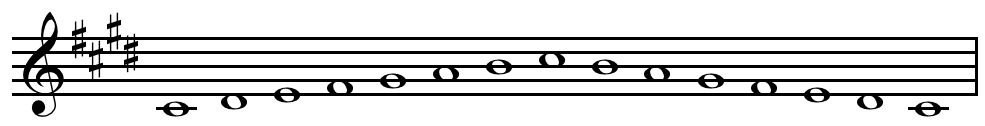
سلم دو مرتفع الصغير صعوداً وهبوطاً

دو مرتفع صغير (C-sharp minor) هو سلم موسيقي صغير يتألف من الدرجات الموسيقية دو المرتفعة ♯C، ري المرتفعة ♯D، مي E، فا المرتفعة ♯F، صول المرتفعة ♯G، لا A، سي B، وينتهي بمفتاح دو المرتفعة ♯C، وذلك على الترتيب التالي من اليسار إلى اليمين:
♯C♯, D♯, E, F♯, G♯, A, B, C
يحوي سلم دو مرتفع الصغير على أربع إشارات رفع، واحدة على الدو وواحدة على الري وواحدة على الفا وواحدة على الصول. إن السلم الصغير المتناغم معه يكون عن طريق رفع B إلى ♯B.
إن المفتاح الموسيقي القريب له على السلم الكبير هو مي كبير، أما المفتاح الموسيقى الموازي فهو دو مرتفع كبير.